# Willi Budich

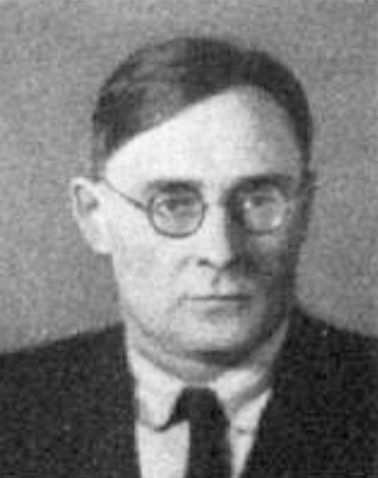
Willi Budich (um 1933)

Willi Budich (* 16. April 1890 in Sandow bei Cottbus; † 22. März 1938 in Moskau) (Pseudonym Dietrich) war ein deutscher Politiker (KPD). Budich wurde zur Zeit des Großen Terrors in der Sowjetunion Opfer stalinistischer Säuberungen und 1938 erschossen.

## Leben
Budich wurde 1890 als Sohn eines sorbischen Bauern und Gastwirts geboren. Nach dem Besuch der Volksschule erlernte er das Schlosserhandwerk. Zu einem späteren Zeitpunkt studierte er fünf Semester Ingenieurwesen am Technikum Mittweida, ohne einen Abschluss zu erwerben. Ab 1914 nahm er als Kanonier am Ersten Weltkrieg teil und wurde mehrfach verletzt.
Seit 1910 gehörte Budich der Sozialdemokratischen Partei Deutschlands (SPD) an. 1917 wechselte er in die USPD. Nach der Gründung des Spartakusbundes im Herbst 1917 war Budich in den folgenden Monaten (unter dem Decknamen Brandt) einer der aktivsten Organisatoren für den Bund in Berlin und ein enger Mitarbeiter von Leo Jogiches. Im März 1918 wurde Budich verhaftet. Durch die Ereignisse der Novemberrevolution kam er wieder auf freien Fuß.
Nach der Novemberrevolution von 1918 organisierte und leitete Budich den am 15. November 1918 gegründeten „Roten Soldatenbund“ und die Zeitung „Der Rote Soldat“, der dazu aufrief, Offiziere aus den Soldatenräten auszuschließen.
Im Dezember 1918 beteiligte Budich sich an den zu dieser Zeit in Berlin stattfindenden Kampfhandlungen zwischen linksgerichteten Revolutionären und den neuaufgestellten Freikorps der Regierung. Am 6. Dezember 1918 wurde Budich bei einem Gefecht schwer verwundet und verlor einen Arm, weswegen er nicht an dem im selben Monat abgehaltenen Gründungsparteitag der Kommunistischen Partei Deutschlands (KPD) teilnehmen konnte. Im Juni 1919 wurde ihm auf der 2. (illegalen) Reichskonferenz der KPD die Leitung des besonderen Apparates zur Informationsbeschaffung und Spitzelbekämpfung übertragen.
1919 wurde Budich von Eugen Levine von der KPD-Führung in Berlin nach München entsandt, um sich an der Errichtung und Verteidigung der Bayerischen Räterepublik zu beteiligen, in der er als Mitglied des Exekutivkomitees (unter dem Decknamen Dietrich) eine führende Rolle spielte. Levine und Dietrich hatten außerdem den Auftrag, die Organisation der Münchener KPD zu straffen.
1920 war Budich Mitverfasser des KPD-Aufrufes an die Arbeiterschaft während des Kapp-Lüttwitz-Putsches. Im selben Jahr reiste er in die Sowjetunion, wo er eine vertiefende militärische Ausbildung erhielt und auf Seiten der Roten Armee am Russischen Bürgerkrieg teilnahm. Nach seiner Rückkehr nach Deutschland 1921 wurde Budich am 21. Januar 1922 zusammen mit Arkadi Maslow verhaftet, konnte jedoch fliehen und in die Sowjetunion zurückkehren. Seine Rolle bei den kommunistischen Erhebungen in Deutschland im Jahr 1923 ist bislang ungeklärt. Es wird allerdings angenommen, dass er in den frühen Zwanziger Jahren heimlicher Leiter des KPD-Oberbezirks Nord-Ost (Mecklenburg-Danzig) war. In den folgenden Jahren lebte Budich als Sekretär der deutschen Abteilung der Internationalen Roten Hilfe (IRH) in Moskau. Ab 1924 war er unter dem falschen Namen Gerbilski Direktor der ersten sowjetischen Handelsvertretung in Wien. 1929 kehrte Budich, der seit 1923 verheiratet mit Luba Gerbilskaja war, nach Deutschland zurück. Er war nun eine Zeit lang als Redakteur für die Rote Fahne tätig.
Bei den Reichstagswahlen im November 1932 zog Budich als Reichswahlvorschlag der KPD in den Reichstag ein, dem er bis zum März 1933 angehörte. Bei einem der zu dieser Zeit häufigen gewalttätigen Tumulte im Reichstag erlitt Budich schwere Verletzungen, so dass er fortan gehbehindert war.
Nach der nationalsozialistischen „Machtergreifung“ wurde Budich als Veteran der Novemberrevolution und kommunistischer Reichstagsabgeordneter verfolgt. Nach zeitweiliger Inhaftierung in Zuchthaus und Konzentrationslagern emigrierte er im August 1933 über Prag in die Sowjetunion. Misshandlungen durch Angehörige der SA hatten Budich indessen dauerhaft seh- und hörbehindert gemacht. Sehr wahrscheinlich wurden ihm diese Verletzungen während seiner Inhaftierung April 1933 im SA-Gefängnis Papestraße in Berlin-Tempelhof zugefügt.
Seine in Moskau lebende Frau organisierte über die Internationale Rote Hilfe und Jelena Dmitrijewna Stassowa eine Kampagne für seine Befreiung. Er durfte das Gefängnis einige Zeit später verlassen, war aber durch die erlittenen Misshandlungen schwer körperbehindert und kaum noch laufen. Seine Parteigenossen verhalfen ihm im August 1933 zur Flucht, die über Prag nach Moskau führte. Hier war er noch mehrere Jahre für das Exekutivkomitee der Internationalen Roten Hilfe tätig.
1936 wurde er im Zuge der stalinistischen Säuberungen unter dem falschen Vorwurf verhaftet, mit der Gestapo zusammengearbeitet zu haben. Budich wurde am 22. März 1938 zum Tode verurteilt und am gleichen Tag erschossen.
Am 28. März 1938 wurde im Deutschen Reichsanzeiger bekannt gegeben, dass Willy Budich, seiner Frau Lubow Budich, geb. Gerbilskaja (1897 in Moskau) und seinen zwei Töchtern Irene (geb. 1924 in Moskau) und Leonie (geb. 1930 in Berlin) die deutsche Staatsangehörigkeit entzogen wurde, ihre letzte Anschrift in Berlin war Gäßnerweg 57 in Tempelhof.
Seine Rehabilitierung erfolgte erst nach dem Tod Stalins im Jahr 1956. Diese erfolgte auf dem XX. Parteitag der KPdSU; zu diesem Anlass wurde er auch posthum wieder in die Partei aufgenommen.

## Ehrungen
- Am 1. März 1970 erhielt das Fliegertechnische Bataillon 1 (FTB-1) der NVA der DDR in Holzdorf-Ost den Ehrennamen „Willi Budich“.[10]
- 1981 wurde eine Straße in Cottbus nach Willi Budich benannt.